# Anna Anderson
Anna Anderson (n. 16 decembrie 1896 — d. 12 februarie 1984) a fost cea mai cunoscută impostoare ce s-a dat drept Marea Ducesă Anastasia a Rusiei. Anastasia, cea mai tânără fiică a țarului rus Nicolae al II-lea, a fost ucisă împreună cu toată familia ei de către revoluționarii bolșevici, la data de 17 iulie 1918 la Ekaterinburg; trupul ei nu a fost găsit până în 1991.
În 1920, Anderson a fost internată într-un spital de boli mintale după o încercare de sinucidere pe când trăia la Berlin. La început, i s-a dat numele de Fräulein Unbekannt (germ. pentru Dra Necunoscută), ea refuzând să-și divulge identitatea. Mai târziu, a folosit numele Ceaikovski, iar apoi Anderson. În martie 1922, Anderson începe să susțină că este o mare ducesă a Rusiei, astfel atrăgând pentru prima oară atenția publicului. Majoritatea rudelor și a cunoștințelor Romanovilor au susținut că Anderson este o impostoare, însă alții s-au lăsat convinși că este Anastasia. În 1927, în urma unor cercetări făcute la comanda fratelui țarinei Alexandra, Ernest Louis, Mare Duce de Hesse, s-a descoperit că Anderson este de fapt Franziska Schanzkowska, o muncitoare poloneză ce suferea de boli mintale. După un proces ce a durat mulți ani, justiția germană a hotărât că Anderson nu deține suficiente probe pentru a demonstra că este Anastasia, dar cu ajutorul mass media, înșelăciunea ei i-a conferit faimă.
Între anii 1922 și 1968, susținută financiar de diverse cunoștințe, Anderson a trăit în diverse țări, trecând prin mai multe sanatorii și azile de boli mintale. S-a stabilit definitiv în Statele Unite în 1968, când s-a căsătorit cu Jack Manahan, un profesor de istorie din Virginia, despre care se spunea că este „probabil cel mai iubit excentric din Charlottesville”. După moartea ei, în 1984, trupul i-a fost incinerat, iar cenușa ei a fost îngropată în cimitirul castelului Seeon din Germania.
După căderea comunismului în Uniunea Sovietică, au fost găsite rămășițele țarului, ale țarinei și ale tuturor celor 5 copii ai lor, iar mai multe laboratore din diverse țări le-au confirmat identitatea după testele ADN. În schimb, testele ADN efectuate pe un fir de păr al Annei Anderson și pe o mostră de țesut rămasă de la ea au demonstrat că ADN-ul lui Anderson nu corespunde cu cel al rămășițelor Romanovilor și nici cu cel al rudelor încă în viață ale Romanovilor. Pe de altă parte, ADN-ul mitocondrial al Annei se potrivea cu cel al lui Karl Maucher, un nepot al Franziskăi Schanzkowska.  Prin urmare, majoritatea cercetătorilor, a istoricilor și a jurnaliștilor au tras concluzia că Anderson și Schanzkowska au fost una și aceeași persoană.

## Biografie

### Azilul Dalldorf (1920-1922)
Pe 27 februarie 1920, o tânără a încercat să-și ia viața la Berlin, sărind de pe podul Bendlerbrücke în Landwehrkanal, dar a fost salvată de un ofițer de poliție. Cum nu avea acte și a refuzat să se identifice, a fost internată sub numele de Fräulein Unbekannt (Dra Necunoscută) la un azil de boli mintale din Dalldorf (acum Wittenau, în Reinickendorf), unde a rămas timp de 2 ani. Avea cicatrici pe cap și pe corp și vorbea germana cu un accent descris ca fiind „rusesc”. La începutul lui 1922, Clara Peuthert, pacientă a azilului, a susținut că femeia necunoscută ar fi Marea Ducesă Tatiana a Rusiei, una dintre fiicele țarului Nicolae al II-lea. Ieșită din azil, Peuthert i-a povestit căpitanului rus Nicolas von Schwabe că ar fi văzut-o pe Tatiana la Dalldorf. Schwabe a vizitat azilul și a devenit convins că femeia este Tatiana. El i-a convins și pe alți nobili ruși să o viziteze pe femeia necunoscută. Printre aceștia s-a numărat Zinaida Tolstoi, o prietenă a țarinei Alexandra, care a venit la azil împreună cu baroneasa Sophie Buxhoeveden, o fostă doamnă de onoare a țarinei. Văzând-o pe femeie, Buxhoeveden a declarat că este prea scundă pentru a fi Tatiana și a plecat convinsă că femeia nu este marea ducesă a Rusiei. Câteva zile mai târziu, femeia necunoscută zicea: „eu n-am spus că sunt Tatiana”.
O infirmieră de la azil, Thea Malinovsky, avea să declare mai târziu că în toamna anului 1921 femeia i-ar fi spus că este de fapt o altă fiică a țarului, Anastasia. Cu toate acestea, pacienta însăși nu își mai amintea incidentul.

### Germania și Elveția (1922-1927)
Din mai 1922, Peuthert, Schwabe și Tolstoi au devenit convinși că femeia este Anastasia, chiar dacă baroneasa Buxhoeveden susținea că nu seamănă. Femeia a fost scoasă din azil și găzduită la Berlin de baronul Arthur von Kleist, emigrant rus care fusese șef al poliției în partea rusească a Poloniei înaintea căderii țarului. Tânăra a început atunci să se prezinte drept Anna Ceaikovski, spunând că Anna vine de la Anastasia. Ceaikovski a locuit pe la diverse cunoștințe, printre care Kleist, Peuthert, o familie de muncitori săraci numită Bachmann și inspectorul Grünberg, care a găzduit-o la Funkenmühle, aproape de Zossen. Acolo, Grünberg a aranjat o întâlnire între Anna și sora țarinei, prințesa Irene de Hesse și Rin, dar Irene nu a recunoscut-o pe Anna. Grünberg a aranjat de asemenea o vizită din partea prințesei Cecilia a Prusiei, dar Ceaikovski a refuzat să vorbească cu ea, iar Cecilia a plecat confuză de la întâlnire. Mai târziu, în anii 1950, Cecilia a semnat o declarație cum că Ceaikovski este Anastasia, însă familia Ceciliei a contestat declarația ei, susținând că aceasta suferă de demență.
În 1925, Ceaikovski s-a îmbolnăvit de o infecție tuberculoasă la nivelul brațului, fiind internată succesiv în mai multe spitale pentru tratament. Bolnavă și aproape muribundă, a suferit o scădere semnificativă în greutate. A fost vizitată de un reprezentant al țarinei, Alexei Volkov; de tutorele copiilor țarului, Pierrre Gilliard; de soția acestuia, Șura, care a fost moașa Anastasiei; și de sora țarului, Marea Ducesă Olga Alexandrovna a Rusiei. Deși și-au arătat compasiunea pentru Ceaikovski, în final toți au dezmințit ideea că ar fi Anastasia. În martie 1926, Anna și-a petrecut convalescența la Lugano pe cheltuiala unchiului Marii Ducese Anastasia, Prințul Valdemar al Danemarcei. Valdemar a fost dispus să-i ofere lui Ceaikovski asistență materială în timp ce se făceau cercetări privind identitatea ei. Pentru a-i permite să călătorească, Biroul pentru Străini din Berlin i-a eliberat un certificat temporar de identitate pe numele Anastasia Ceaikovski, cu datele personale ale Marii Ducese Anastasia. În iulie 1926, Ceaikovski a fost mutată la sanatoriul Stillachhaus din Oberstdorf, în Alpii Bavarezi.
La Oberstdorf, a fost vizitată de Tatiana Melnik, născută Botkin. Melnik era nepoata lui Serghei Botkin, șeful Biroului pentru refugiați ruși din Berlin, și fiica medicului personal al familiei țariste, dr. Evgheni Botkin, care a fost ucis de bolșevici alături de familia țarului, în 1918. Tatiana Melnik o cunoscuse pe Marea Ducesă Anastasia în copilărie și o văzuse pentru ultima oară în februarie 1917. Lui Melnik, Ceaikovski îi părea să fie Anastasia, deși „gura s-a schimbat și s-a îngroșat, iar pentru că fața ei e atât de subțiată, nasul pare mai mare decât înainte”. Într-o scrisoare, Melnik spunea: „atitudinea ei e copilăroasă, nu poate fi considerată un adult responsabil, ci trebuie supravegheată și îndrumată ca un copil. Nu doar că a uitat limbile, dar și-a pierdut și coerența vorbirii. Chiar și cele mai simple întâmplări pe care le povestește sunt incorecte și incoerente; sunt de fapt doar cuvinte înșirate într-o germană imposibilă și agramată. Are evident o problemă de memorie și de vedere”. Melnik a declarat că Ceaikovski este Anastasia și a presupus că incapacitatea ei de a-și aminti întâmplări și de a vorbi rusă au fost provocate de traumele fizice și psihologice. Fie din dorința sinceră de a o ajuta pe Anna să-și recapete memoria, fie pentru că i-a devenit complice la înșelăciune, Melnik a învățat-o pe Ceaikovski diverse amănunte legate de viața în familia imperială. 

### Castelul Seeon (1927)

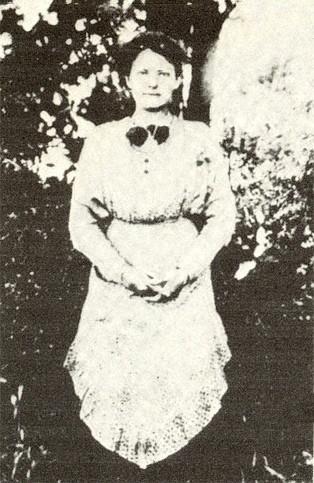
Franziska Schanzkowska

În 1927, sub presiunea familiei, Valdemar a încetat să o mai sprijine financiar pe Ceaikovski. Ducele George de Leuchtenberg, o rudă îndepărtată a țarului, s-a oferit să o găzduiască la Castelul Seeon.
Între timp, fratele țarinei, Ernest Louis, Mare Duce de Hesse, a angajat un detectiv particular, Martin Knopf, să facă cercetări cu privire la identitatea femeii. Knopf a descoperit că Ceaikovski era de fapt o muncitoare poloneză pe nume Franziska Schanzkowska. În timpul Primului Război Mondial, aceasta muncea într-o fabrică de muniție când logodnicul ei a fost ucis pe front, iar la scurt timp după aceea, ei i-a scăpat o grenadă din mână și a explodat. Ea s-a rănit la cap, iar supraveghetorul a murit în explozie sub ochii ei. După aceea, Franziska a devenit apatică și depresivă și a fost declarată bolnavă psihic la 19 septembrie 1916, după care a stat prin diverse azile de nebuni. La începutul anilor 1920, a fost dată dispărută din locuința sa din Berlin, iar de atunci familia nu mai știa nimic de ea.
În mai 1927, fratele Franziskăi, Felix Schanzkowski, a fost adus să o vadă pe Ceaikovski. Se pare că inițial Felix a spus că femeia este sora lui, Franziska, dar în declarația lui scrisă a menționat doar că „seamănă foarte bine”, a insistat că există totuși deosebiri fizice și a susținut că Ceaikovski nu l-a recunoscut. Mulți ani mai târziu, familia lui Felix avea să dezvăluie că el știa că femeia era sora lui, dar a ales să o lase să trăiască sub noua ei identitate, care îi asigura o viață mult mai confortabilă.
Printre vizitatorii de la Seeon a fost și prințul Felix Iusupov, soțul prințesei Irina Alexandrovna a Rusiei, care a scris: „declar categoric că ea nu este Anastasia Nikolaevna, ci doar o aventurieră bolnavă, isterică și care joacă un teatru foarte prost. Pur și simplu nu înteleg cum  poate cineva să aibă dubii în privința asta. Dacă ați vedea-o, sunt convins că ați fi scârbit la gândul că această creatură groaznică ar fi fiica țarului nostru.” Totuși, alți vizitatori, cum ar fi Felix Dussel, un ofițer pe care Anastasia l-a vizitat în spital în 1916, și Gleb Botkin, care o cunoscuse pe Anastasia în copilărie și era frate cu Tatiana Melnik, erau convinși că Ceaikovski spune adevărul.

### Statele Unite ale Americii (1928-1931)
Din 1928, povestea lui Ceaikovski a ajuns să fie cunoscută și în Statele Unite, unde Gleb Botkin a publicat articole susținâdu-i cauza. Articolele lui Botkin i-au atras atenția unei prietene din copilărie a Anastasiei, Xenia Leeds, o fostă prințesă rusoaică, măritată cu un industriaș american. Cu ajutorul lui Botkin, Leeds a adus-o pe Ceaikovski în Statele Unite. În drum spre State, Ceaikovski s-a oprit la Paris, unde l-a întâlnit pe Marele Duce Andrei Vladimirovici al Rusiei, vărul țarului, care a crezut-o că este Anastasia. Apoi, timp de 6 luni, Ceaikovski a trăit la New York, la familia Leeds. 

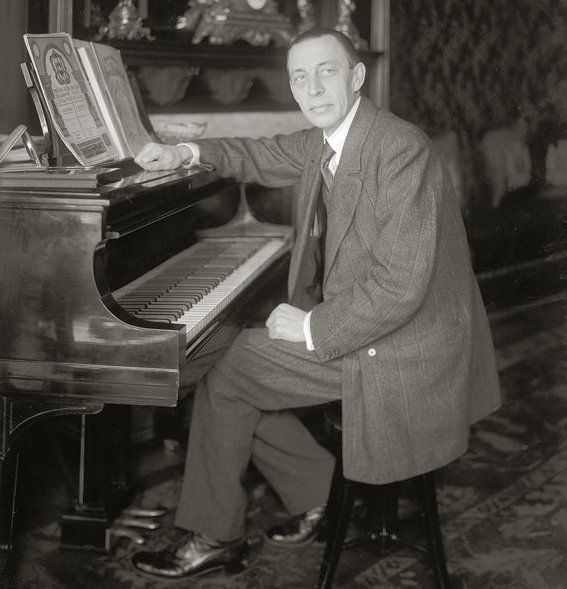
Serghei Rahmaninov

La a 10-a aniversare de la asasinarea țarului, în preajma lui iulie 1928, Botkin a angajat un avocat, Edward Fallows, pentru a face demersurile legale pentru a obține proprietățile țarului din afara Uniunii Sovietice. Cum moartea țarului nu fusese dovedită, succesiunea putea fi făcută doar la zece ani după data presupusei sale morți. Fallows a înființat o companie numită Grandanor Corporation (de la Grand Duchess Anastasia of Russia), care a căutat să strângă fonduri vânzând drepturi asupra proprietăților pe care le revendica. Ceaikovski a declarat că țarul făcuse depozite peste hotare, fapt ce a stârnit zvonuri nefondate cu privire la o avere imensă a familiei Romanov depozitată în Anglia. Rudele supraviețuitoare ale Romanovilor i-au acuzat pe Botkin și pe Fallows că vânează averi, iar Botkin i-a acuzat în schimb pe ei că vor să îi fure Anastasiei partea de moștenire ce i se cuvine. În afară de un depozit relativ mic din Germania, care a fost împărțit de rudele recunoscute ale țarului, nu s-au găsit alți bani. Între timp, după o ceartă, Ceaikovski s-a mutat din vila lui Leeds, iar pianistul Serghei Rahmaninov i-a aranjat să locuiască la Hotelul Garden City din New York, iar apoi într-o căsuță. Pentru a nu atrage atenția presei, la hotel s-a dat drept Anna Anderson, nume pe care l-a păstrat și ulterior.
În octombrie 1928, după moartea mamei țarului, Împărăteasa Maria, 12 dintre rudele cele mai apropiate ale țarului s-au întâlnit la funeraliile Mariei și au semnat așa-numita Declarație de la Copenhaga, prin care o denunțau pe Anderson ca fiind o impostoare: „Simțul datoriei ne face să susținem că povestea aceasta nu e decât un basm. Memoria celor pierduți va fi batjocorită dacă permitem ca această fantasmagorie să se răspândeacă și să câștige credibilitate.” Gleb Botkin a răspuns printr-o scrisoare deschisă către Marea Ducesă Xenia Alexandrovna a Rusiei, în care susținea că familia imperială este lacomă și lipsită de scrupule și că o acuză pe Anderson doar pentru bani.
De la începutul lui 1929, Anderson a fost găzduită de Annie Burr Jennings, o celibatară bogată de pe Park Avenue. În următorii doi ani, Anderson a cunoscut toată crema societății din New York. Cu timpul însă, a început să aibă ieșiri violente, și-a ucis papagalul, iar o dată a fost văzută alergând goală pe acoperiș. La data de 24 iulie 1930, un judecător al Curții supreme din New York a semnat ordinul de internare a ei într-un ospiciu. Ca să nu fie luată la ospiciu, Anna s-a închis în camera ei, fiind nevoie ca ușa să fie spartă cu toporul. A fost dusă cu forța la Sanatoriul Four Winds din Westchester County, New York, unde a rămas mai bine de un an. În august 1932, Anna s-a întors în Germania, însoțită de o asistentă particulară. Jennings i-a plătit călătoria, șederea la Sanatoriul din Westchester, precum și o ședere de încă 6 luni în aripa de psihiatrie a unui sanatoriu din Ilten, aproape de Hanovra. La sosirea la Ilten, Anna a fost considerată sănătoasă, dar întrucât camera ei fusese plătită în avans, și oricum nu avea unde să meargă în altă parte, a rămas în continuare la sanatoriu.

### Germania (1931-1968)
Întoarcerea Annei Anderson în Germania a atras atenția presei și i-a determinat din nou pe unii aristocrați germani să-i susțină cauza. S-au găsit iarăși oameni binevoitori care să o găzduiască și să o întrețină financiar. În 1932, tabloidul britanic News of the World a publicat un articol senzațional prin care o acuza că este o impostoare româncă. Avocatul ei, Fallows, i-a dat în judecată pentru calomnie, dar procesul s-a lungit până la izbucnirea celui de-al doilea Război Mondial, după care cazul a fost respins, deoarece Anderson locuia în Germania, iar rezidenții germani nu puteau să se judece în țările inamice. Din 1938, avocații lui Anderson din Germania au contestat modul în care a fost împărțită averea țarului între rudele sale recunoscute, iar acestea la rândul lor au contestat identitatea lui Anderson. Litigiul a rămas nerezolvat timp de zeci de ani, devenind cel mai lung proces din istoria Germaniei; unele dintre cheltuielile de judecată împotriva lui Anderson au fost plătite și de Lordul Mountbatten.
Anderson s-a întâlnit pentru ultima oară cu familia Schanzkowski în 1938. Gertrude Schanzkowska insista că Anderson e sora ei, Franziska, iar guvernul nazist a propus organizarea unei întâlniri pentru a determina identitatea Annei. În cazul în care s-ar fi dovedit că este Schanzkowska, aceasta ar fi urmat să fie arestată. Familia Schanzkowski a refuzat să semneze declarații împotriva ei, astfel că nu s-a mai întâmplat nimic. În 1940, Edward Fallows a murit aproape falit, după ce și-a irosit toți banii încercând să recupereze averea inexistentă a țarului pentru Grandanor Corporation. Spre sfârșitul războiului, Anderson locuia la Schloss Winterstein cu Louise de Saxa-Meiningen, într-o zonă care avea să ajungă sub ocupație sovietică. În 1946, Prințul Frederick de Saxa-Altenburg a ajutat-o să treacă granița la Bad Liebenzell în zona de ocupație franceză.
Cu ajutorul prințului Frederick, Anderson s-a stabilit într-o fostă cazarmă din sătucul Unterlengenhardt, în Pădurea Neagră. Acolo, a devenit un fel de atracție turistică. Lili Dehn, o prietenă a țarinei Alexandra, a vizitat-o și a recunoscut-o ca fiind Anastasia, dar Charles Sydney Gibbes, profesorul de engleză al copiilor țarului, a declarat că este o impostoare. Într-o declarație pe proprie răspundere, el a jurat:  „Nu seamănă deloc cu adevărata Mare Ducesă Anastasia pe care am cunoscut-o... Sunt absolut convins că este o impostoare.”
Cu timpul, Anderson s-a izolat de lume, trăind înconjurată de pisici, într-o casă din ce în ce mai dărăpănată. În mai 1968, a fost dusă la spital după ce a fost găsită inconștientă în casa ei, alături de 60 de pisici. După ce a ieșit din spital, Anderson a acceptat invitația bunului ei prieten Gleb Botkin de a merge la el în Statele Unite.

### Ultimii ani (1968-1984)
Botkin locuia în orașul universitar Charlottesville, din Virginia. Un prieten de-al său, Jack Manahan, profesor de istorie și genealog, i-a plătit Annei călătoria în Statele Unite. Ea a intrat în SUA cu o viză pe 6 luni, iar la scurt timp înainte ca aceasta să expire, s-a căsătorit civil cu Manahan, la 23 decembrie 1968. Jack Manahan a acceptat bucuros această căsătorie de conjunctură, lăudându-se că acum este „ginerele țarului”. Cei doi dormeau separat. În decembrie 1969 a murit Gleb Botkin. În luna februarie a anului următor, s-au încheiat în sfârșit procesele, fără însă a se putea lămuri identitatea lui Anderson.
Jack și Anna, acum numită Anastasia Manahan, au devenit cunoscuți în zona Charlottesville ca fiind excentrici. Deși Jack Manahan era bogat, trăiau în mizerie, cu un număr mare de câini și pisici, și mormane de gunoi. La 20 august 1979, Anderson a fost dusă la spital din pricina unei probleme intestinale. A fost operată și i s-au extirpat o tumoare și o porțiune de intestin.
Dat fiind că Jack și Anna aveau o stare proastă de sănătate, în noiembrie 1983, Anna a fost dusă la un azil de bătrâni. Câteva zile mai târziu, Manahan a „răpit-o"  pe Anna, iar timp de trei zile au mers cu mașina prin Virginia. După ce au fost dați în urmărire în 13 state, au fost găsiți, iar Anna s-a întors la azil. În ianuarie se pare că a suferit un accident vascular cerebral, iar la 12 februarie 1984, a murit de pneumonie. A fost incinerată în aceeași zi, iar cenușa ei a fost îngropată în cimitirul de la Castelul Seeon la 18 iunie 1984. Manahan avea să moară și el câțiva ani mai târziu, la  22 martie 1990.

## Probe de ADN
În 1991, rămășițele țarului Nicolae al II-lea al Rusiei, ale țarinei Alexandra și a trei dintre fiicele lor (Olga, Tatiana și Anastasia) au fost exhumate dintr-o groapă comună de lângă Ekaterinburg. Rămășițele țareviciului Alexei și ale celeilalte fiice, Maria, au fost descoperite în 2007. Cadavrele au fost identificate atât în urma analizelor scheletelor, cât și în urma a numeroase teste ADN. De exemplu, s-a folosit ADN-ul mitocondrial pentru a determina filiația maternă; astfel s-a descoperit înrudirea cu prințul Filip, Duce de Edinburgh, a cărui bunică a fost Prințesa Victoria de Hesse, soră cu țarina Alexandra. De asemenea, în 2015 a fost exhumat țarul Alexandru al III-lea, tatăl lui Nicolae, pentru a i se compara ADN-ul cu rămășițele găsite în 2007. Toate testele au confirmat că cele șapte cadavre găsite sunt ale Romanovilor, dovedind astfel că niciuna dintre fiicele țarului nu a scăpat cu viață.
O mostră de țesut a Annei, parte din intestinul extirpat în 1979, a fost păstrată la spitalul unde fusese operată. ADN-ul mitocondrial al acesteia a fost extras din mostră și comparat cu cel al familiei Romanov. ADN-ul Annei nu se potrivea cu ADN-ul Ducelui de Edinburgh, confirmând că Anna nu a fost Anastasia. În schimb, se potrivea cu ADN-ul lui Karl Maucher, un nepot al lui Gertrude (Schanzkowska) Ellerik, sora Franziskăi Schanzkowska. Acest lucru a arătat că Anna Anderson și Karl Maucher erau înrudiți pe linie maternă, dovedind astfel că Anderson a fost Franziska Schanzkowska. De asemenea au fost testate câteva fire de păr ale Annei, găsite într-un plic dintr-o carte a soțului ei, Jack Manahan. ADN-ul mitocondrial din părul Annei se potrivea cu mostrele din spital și cu ADN-ul lui Karl Maucher, dar nu și cu al Romanovilor. Astfel, s-a tras concluzia că Anderson a fost într-adevăr Franziska Schanzkowska.

## Concluzii
În iulie 1918, bolșevicii au ucis întreaga familie imperială Romanov, inclusiv pe Marea Ducesă Anastasia, în vârstă de 17 ani. Totuși, timp de câțiva ani după aceea, pentru a dezinforma opinia publică internațională, sovieticii au alimentat zvonurile cum că unii membri ai familiei țariste ar fi supraviețuit. Zvonurile contradictorii despre soarta familiei le-au permis multor impostori să se dea drept supraviețuitori ai familiei Romanov.
Majoritatea impostorilor au fost ignorați, însă Anna Anderson a rămas toată viața în atenția publică. Mărturiile contradictorii și așa-zisele dovezi fizice, precum comparația trăsăturilor faciale, care ba susțineau, ba contraziceau versiunea Annei, au fost folosite atât pentru cât și împotriva ideii cum că ea ar fi fost Anastasia. În absența unor documente clare și a unor dovezi fizice solide, era la latitudinea fiecăruia să creadă sau nu că Anderson este Anastasia. Tribunalele germane nu au reușit să confirme sau să infirme povestea ei nici după 40 de ani de deliberare. De-abia după efectuarea testelor ADN s-a putut dovedi în mod incontestabil că Anderson nu a fost Anastasia.
Rămâne în continuare neclar dacă Anna Anderson a fost cu bună știință o impostoare, sau doar o tânără traumatizată și labilă psihic care a adoptat o nouă identitate, ori poate o victimă a susținătorilor ei, care s-au folosit de ea în interesul propriu. Pierre Gilliard spunea despre Anderson că este „o psihopată vicleană”. Scriitorul Michael Thornton era de părere că „la un moment dat și-a pierdut și și-a respins identitatea de Schanzkowska. Și-a uitat complet această identitate și și-a asumat-o pe deplin pe cea nouă. Cred că a fost din întâmplare - a fost luată de un val de euforie.” Lordul Mountbatten, văr primar cu copiii țarului Nicolae al II-lea, considera că susținătorii lui Anderson vor doar să facă bani din cărți, articole, filme etc. despre ea. Prințul Mihail Romanov, nepot al Marii Ducese Xenia Alexandrovna a Rusiei, a declarat că familia Romanov a considerat-o mereu pe Anderson o impostoare și că circul din jurul ei a fost o insultă pentru memoria familiei imperiale.